# François Pierre-Alype
Pierre Marie François Julien Alype dit François Pierre-Alype, né le 13 avril 1886 à Saint-Denis, mort le 5 février 1956 à Suresnes, est un fonctionnaire et homme politique français, en poste dans l'administration coloniale, puis préfet. Il a également été journaliste. Préfet de Bordeaux à partir de 1940, il est un collaborateur zélé du régime de Vichy, reçu dans l'Ordre de la Francisque. S'enfuyant à la fin de la guerre, il est condamné à mort par contumace en 1946. Il est acquitté par le tribunal militaire de Paris en 1955 à l'issue d'un second procès.

## Biographie
Il est le neveu du député des établissements français de l'Inde de 1881 à 1898, Louis Alype dit Pierre-Alype (1846-1906) .

### Parcours dans l'administration coloniale
Il intègre l'administration coloniale en 1906, comme chef de cabinet du gouverneur de La Réunion, puis commis aux affaires indigènes  en Afrique-Occidentale française (AOF) en 1908. Il codirige ensuite, avec Georges Boussenot, le périodique La Presse coloniale, jusqu'en 1915. Entre 1914 et 1916, il est chef adjoint du cabinet du sous-secrétaire d’État aux Beaux-Arts. En 1916-1917, il est chef adjoint du cabinet du ministre des Colonies, puis commissaire-adjoint de la République dans l'Ouest-africain en 1918.
Il devient un proche de Léonce Lagarde, ancien ambassadeur en Éthiopie, qu’il reçoit dans sa maison de La Baule, en Bretagne. En 1922, Pierre-Alype dirige une mission officielle en Éthiopie du Syndicat France-Abyssinie et, à son retour en métropole, participe, en 1923, à l'équipe française chargée de soutenir l'adhésion de l'Éthiopie à la SDN. En 1924, il organise la visite en France de Tafari Makonnen, futur empereur Haïlé Sélassié Ier. Il devient ensuite délégué à Paris du haut-commissariat de la République française en Syrie. Du 9 février 1926 au 28 avril 1926, il assure de Damas, par intérim, la direction de l’État syrien, au sein d'un triumvirat civil mis en place par Henry de Jouvenel. Cette période est marquée par une insurrection des Druzes contre le mandat français. 
Puis il est nommé au sein du Conseil supérieur des Colonies et fait également fonction de commissaire à l’exposition coloniale de 1931. En janvier 1933, occupant la fonction de directeur du cabinet du ministre du Travail et de la Prévoyance sociale, Albert Dalimier, il est promu au grade de commandeur de la Légion d'honneur.
Il est nommé gouverneur de la Côte française des Somalis du 15 juin 1937 au 30 mai 1938, dans un contexte de tensions avec l'Italie, qui occupe l'Éthiopie depuis 1936.
Il devient ensuite gouverneur de la Guadeloupe du 29 novembre 1938 au 21 février 1940. Il mène une politique réactionnaire en différant la loi sur les accidents du travail, en abandonnant la loi sur les assurances sociales jugée trop couteuse et en refusant la création d'une caisse de chômage (remplacée par un bureau de placement).

### Intégration du corps préfectoral en métropole
Appelé en métropole par l'ancien ministre des Colonies, devenu ministre de l’Intérieur, Albert Sarraut, il est nommé préfet de la Charente-Maritime au début de la Seconde Guerre mondiale, en février 1940, et y acquiert une réputation d'anticommuniste. Il devient ensuite, sur décision du ministre de l'Intérieur du régime de Vichy, Adrien Marquet, préfet de Gironde d'août  1940 à mai 1942. Le choix de cette préfecture dont le ministre est aussi le premier édile montre la confiance dont il dispose. Pierre-Alype est un pétainiste convaincu qui applique de façon rigoureuse les circulaires et instructions du gouvernement de Vichy. Dans le cadre de ces fonctions en Gironde, il s'engage vigoureusement dans l'application  des politiques de collaboration  et de révolution nationale, aidé de son directeur de cabinet, Georges Reige « adepte des théories de Maurras et de l'Action française ». Il multiplie les perquisitions, et est notamment soupçonné d'avoir fait interner des tziganes, des forains, puis des communistes, des syndicalistes, et des résistants de la première heure au camp de Mérignac. Il aurait fait désigner, parmi ces détenus, des otages remis aux Allemands et fusillés pour l'exemple au camp de Souge, à la suite d'attentats de la Résistance. Le 1er mai 1942, Pierre Laval le remplace par Maurice Sabatier, accompagné d'un nouveau secrétaire général, Maurice Papon. 
Il doit probablement son éviction à une relation de plus en plus conflictuelle avec Adrien Marquet, maire de Bordeaux et ancien ministre de l'Intérieur d'un précédent gouvernement Laval (celui-là même qui l'avait nommé à Bordeaux).
Il a reçu la Francisque. 
En fuite à la fin de la guerre, il est condamné à mort par contumace par la cour de justice de Bordeaux le 21 octobre 1946 pour avoir « volontairement entretenu en temps de guerre des intelligences avec une puissance étrangère» ,. Il se présente plus tard spontanément devant le parquet militaire du Cherche-Midi et est acquitté le 20 février 1955 par le tribunal militaire de Paris.

## Distinctions
- Médaille coloniale
- Commandeur de la Légion d'honneur (1932)
- Ordre de la Francisque

## Œuvres
- La provocation allemande aux colonies, 1915, Berger-Levrault, 244 p.
- L’Éthiopie et les convoitises allemandes: la politique anglo-franco-italienne, 1917, Berger-Levrault, 285 p.
- Préface de La Syrie et la France, de Paul Roederer, 1917, Berger-Levrault, 140 p.
- Sous la couronne de Salomon: L'empire des négus, de la reine de Saba à la Société des nations, 1935 (1re édition : 1925), Plon, 312 p.